# Moteur son
Un moteur son est, dans le domaine de la création de jeux vidéo, un ensemble de code exécutable dans un programme informatique qui permet de gérer la partie audio du programme. C'est généralement une sous-partie d'un moteur de jeu complet.

## Terminologie
Le « moteur son » peut également être appelé « moteur audio », « moteur de rendu audio » ou encore pour la version anglaise plus fréquemment utilisée « audio engine » ou « audio rendering engine ».

## Rôle
Le rôle d'un moteur de son est de rendre le plus fidèlement possible, par le biais du système audio utilisé, l'ambiance d'un jeu tel que le joueur l'entendrait s'il était lui-même présent dans l'univers du jeu (en accord avec le ton du jeu lui-même).
Le moteur son est actif en permanence pendant que le jeu qui le contient est en cours d'exécution. Il joue, pendant le déroulement du jeu, l'ensemble des musiques et sons tels qu'ils ont été programmées dans le code du jeu.
Un moteur son doit au minimum permettre de jouer des sons ou des musiques (présentes sous forme de fichiers audio) sur différentes pistes, afin de permettre à plusieurs sons de se jouer en même temps (par exemple une musique de fond avec des effets sonores par-dessus).
Des fonctionnalités plus avancées peuvent être disponibles, comme modifier l'audio (volume, tonalité) ou appliquer des effets plus avancés, par exemple des effets 3D pour des systèmes surround, un effet Doppler, ou encore modeler le son en fonction de l'environnement (grotte avec réverbération, grand espace ouvert, etc). La présence de ces fonctionnalités avancées n'est pas indispensable, car les effets peuvent aussi être appliqués directement sur les fichiers audio au préalable, par un logiciel de traitement audio. Cependant, le fait de pouvoir appliquer les effets pendant le déroulement du jeu permet d'avoir plus de souplesse sur leur utilisation. Par exemple, cela permet d'adapter les sons dynamiquement, en s'adaptant à ce qui se passe dans le jeu (changer le rythme en fonction du danger, modifier le mixage en fonction de l'ambiance, etc).

## Composants
Le moteur son est un assemblage de plusieurs composants logiciels :
- Un lecteur audio (permettant la lecture d'un fichier audio).
- Un logiciel de mixage (pour gérer les niveaux sonores des différentes pistes).
- Un logiciel de traitement (pour ajouter des effets aux sons existants).

## Exemples
Pour pouvoir utiliser un moteur son, le développeur utilise l'interface de programmation fournie avec le moteur. En voici quelques exemples :
- OpenAL : multiplateforme, gratuit et sous licence propriétaire (anciennement open-source).
- XAudio2 (en) (remplaçant de DirectSound) : le moteur son de Microsoft, intégré à DirectX.
- YSE : multiplateforme, gratuit et open-source.